# Toquí de capell rogenc
El toquí de capell rogenc o toquí de coroneta rogenca (Atlapetes pileatus) és un ocell de la família dels passerèl·lids (Passerellidae).

## Descripció
Petit i bonic ocells endèmic de les terres altes del centre de Mèxic. Li destaca el capell de color rovell, la cara grisa i el pitet groc brillant. Tot i sovint es troba per les mateixes zones que la bosquerola de coroneta vermella (Basileuterus rufifrons) es diferencia perquè li manca cella blanca.

## Hàbitat
Té predilecció per les zones arbustives denses i els bancs de flors al bosc de pins i roures. Sovint, més aviat amagat, però també curiós, apareix encuriosit pels grups cridaners d'altres ocells i aportant el seu reclam agut i esmolat a la resta. Habitualment es desplaça en parelles, de vegades en grups reduïts, buscant menjar a la vegetació de males herbes, menys sovint a terra.

## Taxonomia
Es reconeixen dues subespècies:
- A. p. dilutus (Ridgway, 1898) localitzat al nord i centre de Mèxic.
- A. p. pileatus (Wagler, 1831) localitzat al sud central de Mèxic.